# Ананьев, Алексей Николаевич
Алексей Николаевич Ананьев (род. 24 августа 1964, Москва) — российский предприниматель, экс-генеральный директор и бывший владелец IT-компании «Техносерв». Алексей Ананьев и его брат Дмитрий Ананьев заочно арестованы в сентябре 2019 года и объявлены в международный розыск. По версии следствия, они участвовали в хищении денег из банка ПСБ. Общая сумма требований банком «Траст» к Ананьевым на сентябрь 2021 года составила 586 млн евро. На активы братьев Ананьевых и их жен наложен арест по всему миру.
30 сентября 2020-го в отношении Алексея Ананьева, руководителей нескольких департаментов Пенсионного фонда России и сотрудников ИТ-компаний «Техносерв» и «РедСис», принадлежащих экс-банкиру, было возбуждено уголовное дело по факту дачи и получения взяток (ч. 5 ст. 291 УК; ч. 6 ст. 290 УК). В 2024 году был признан банкротом, суд запустил процедуру реализации его имущества.
Обладая личным состоянием $1,7 млрд, в 2013 году занял 61 место в списке 200 богатейших бизнесменов России (по версии журнала Forbes).
Крупный меценат, основатель Института русского реалистического искусства в Москве.

## Биография
Алексей Ананьев родился 24 августа 1964 году в Москве.
В 1987 году окончил Московский институт иностранных языков им. Мориса Тореза по специальности «переводчик-референт» (португальский и английский языки).
В 1987—1989 годах работал переводчиком с португальского в КМО СССР.
В 1987—1992 годах работал заместителем генерального директора советско-датского СП «Техносерв».
С 1992 года — создал и стал председателем совета директоров, председателем Консультативного Совета «Техносерв А/С» (в 2008 году переименована в «Техносерв»). На тот момент компания занималась импортом подержанных ЭВМ, в основном производства IBM.
В 1995 году вместе с братом — Дмитрием Ананьевым создаёт Промсвязьбанк.
С 1998 по 2002 годы член Совета директоров ОАО «Тамбовмясопродукт».
С 2001 по 2003 годы член Совета директоров ЗАО ТД «Минск».
В 2000—2002 годах член Совета директоров ОАО «Пневмостроймашина».
В 2002 году защитил диссертацию на соискание ученой степени кандидата технических наук в Московском техническом университете связи и информатики под руководством профессора Воронцова Ю. А. Тема диссертации «Разработка и исследование математических моделей и методик расчета показателей качества функционирования корпоративных сетей региональных операторов связи».
В 2005 году получил степень Executive MBA в бизнес-школе Чикагского университета.
С 2006 года по 2018 год — председатель совета директоров Промсвязьбанка.
В 2011 году открыл музейно-выставочный комплекс Институт русского реалистического искусства, основу собрания и первой экспозиции которого составила личная коллекция картин бизнесмена.
В феврале 2013 года был назначен генеральным директором ОАО «Системы управления».
В 2018 году стал Генеральным директором «Техносерва».
В 2019 году на имущество и активы Ананьева был наложен арест. Было возбуждено уголовное дело  о растрате 66 млрд рублей, а также $575 млн с последующей легализацией. Институт русского реалистического искусства объявил о закрытии. Ананьев с братом покинул пределы России и был заочно арестован, затем объявленый в международный розыск.
28 мая 2024 года был признан судом банкротом.

## Личная жизнь
Женат. Трое детей.

## Награды
- Орден преподобного Сергия Радонежского II степени (18 июля 2014 года) — во внимание к помощи, оказываемой Троице-Сергиевой лавре[13]